# 7913 Parfenov
7913 Parfenov este un asteroid din centura principală de asteroizi.

## Descriere
7913 Parfenov este un asteroid din centura principală de asteroizi. A fost descoperit pe 9 octombrie 1978 la Observatorul de Astrofizică din Crimeea de Liudmila Juravliova. El prezintă o orbită caracterizată de o semiaxă mare de 2,89 ua, o excentricitate de 0,07 și o înclinație de 1,6° în raport cu ecliptica.